# Марш Лейб-гвардии Преображенского полка
Марш Лейб-гва́рдии Преображе́нского полка́ (Преображе́нский марш, Марш преображе́нцев, Марш Петра́ Вели́кого, Петро́вский марш) — один из самых старинных (и известных, наравне с «Прощанием славянки») русских военных маршей.

## Музыка
Преображенский полк, основанный в 1691 году Петром I, — один из старейших и элитных полков русской армии. Общепринятое мнение гласит, что его марш был создан ещё при жизни Петра I неизвестным композитором. Строение марша в кантовой форме с большой долей вероятности говорит о том, что он действительно был сочинён в первой четверти XVIII века. В. И. Тутунов отмечает сходство этого марша с петровскими кантами «Воспоем песнь нову» и «Мы же вопием, велегласно рцем».
«С появлением регулярной армии появилась и регулярная музыка, в 1711 году был издан указ о штатах полковых оркестров, с 1722 года все полки были обязаны иметь оркестры. В 1716 году в лейб-гвардии Преображенском полку играли 40 музыкантов». Очевидно, именно тогда марш впервые и прозвучал.
В некоторых английских источниках автором называют некого русского композитора Donajowsky, однако на самом деле музыкант Эрнест Донаёвский (родившийся во французском Кале сын эмигранта из тогда прусского, а ныне польского Новогарда) издал марш в Великобритании в конце XIX — начале XX веков.
В Германии долго бытовало мнение, что марш был сочинён в 1816 году Фердинандом Хаазе (Ferdinand Haase; 1788—1851, главный капельмейстер оркестров войск гвардии в 1830—1850 годах). Однако в 1816—1817 годах Хаазе после русского плена находился при дворе великого князя Константина Павловича в Варшаве, и возможность того, что он мог сочинить марш, моментально ставший музыкой элитного полка, представляется очень маловероятной. Вероятно, произошла путаница, связанная с авторством «Второго марша Преображенского полка» (см. ниже).
Версию о петровском времени поддерживает Немецкое общество военной музыки (Deutsche Gesellschaft für Militärmusik / DGfMM). Косвенно подтверждает появление марша при Петре I его распространённое дореволюционное название «Марш Петра Великого» или «Петровский марш».
В каталоге «Маршей российской императорской гвардии», который с 1809 года составлял первый главный капельмейстер русской гвардии А. И. Дерфельдт-отец, данный марш фигурирует (т.1, № 55), причём его автор уже не указан. В этом источнике начала XIX века данный марш представлен с трио.
Возможно, мелодия марша была взята из солдатской песни «Знают турки нас и шведы», а возможно, изначально появился марш, а эти тексты — позже. Возможно, что первоначально марш был без трио, возможно, были и другие мелодические изменения.

## Текст

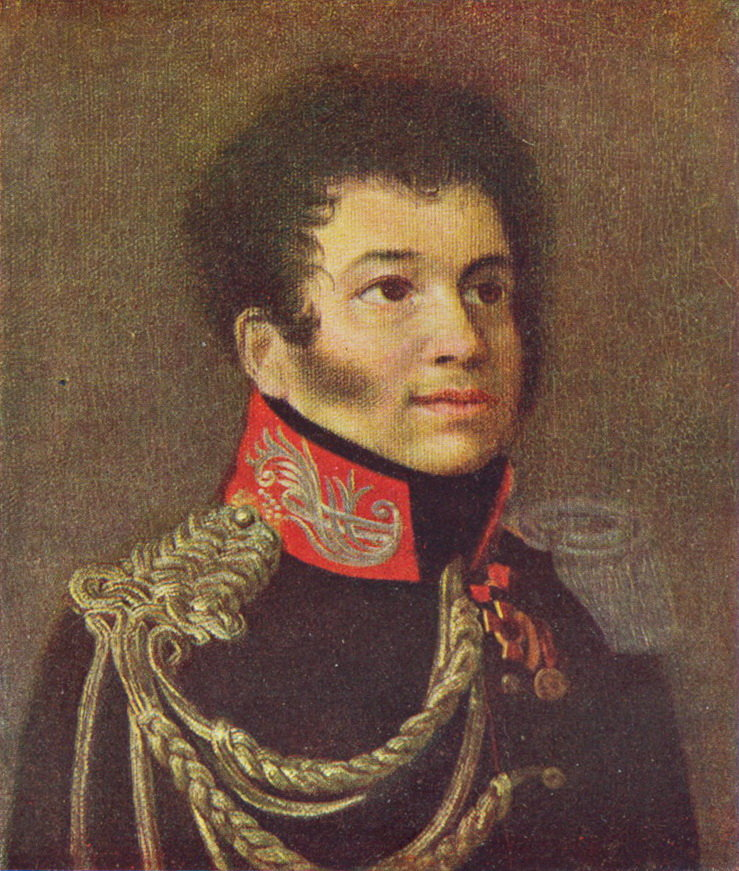
Сергей Марин на портрете кисти Кипренского

Вначале марш не имел слов, однако позже возникло несколько вариантов текста:
1. «Пойдём, братцы, за границу / Бить Отечества врагов» (1805). Автор: Сергей Марин, прошедший от подпрапорщика Преображенского полка до флигель-адъютанта императора Александра I.
2. «Знают турки нас и шведы» («Славны были наши деды» — более поздний текст) (вторая половина XIX века). Автор неизвестен. Более распространённый вариант.

## Использование
В Российской империи, помимо Преображенского полка, он был также маршем 10-го Новоингерманландского пехотного полка, 147-го Самарского пехотного полка и Выборгского гарнизонного пехотного батальона, что подтверждает «Сборник полковых (встречных) и исторических маршей Российской армии», изданный в 1901 году русским генералом О. Фрейманом.
Марш «стал общим для всей Русской армии. Чёткость и скорость темпа (120 шагов в минуту) делали его незаменимым при военных походах и парадах. Однако марш исполнялся и в дни юбилеев побед в Северной войне, в дни тезоименитства царя, в день коронации Екатерины I. Таким образом, Преображенский марш выполнял функции светского гимна на парадах, торжественных выходах царских особ, на посольских приёмах (…) К концу XIX века Преображенский марш в качестве музыкальной эмблемы элитного Преображенского полка стал главным маршем Российской империи. Кураторами [шефами] полка были все российские императоры, поэтому он всегда исполнялся в таких торжественных случаях, как, например, открытие памятника императору, других воинских церемониях в течение всего XIX — начала XX веков».
Эту мелодию вызванивали и куранты московского Кремля с 1856 по 1917 годы в 12 и 6 часов. После ремонта часов Николай I велел использовать две мелодии, «чтобы часовые куранты разыгрывали утром — Преображенский марш Петровских времён, употребляемый для тихого шага, а вечером — молитву „Коль славен наш Господь в Сионе“, обыкновенно играемую музыкантами, если обе пьесы можно будет приспособить к механизму часовой музыки».
Союзники приехали в Новороссийск; их торжественно встречали.

В Новочеркасске знали до мелочей, до самых мельчайших

подробностей всё, что было. (…) Знали, что у добровольцев

вышло недоразумение с русским гимном. Пили на торжественном

обеде за Великую, Единую, Неделимую Россию. Музыкантам надо

было играть что-либо после. Заиграли Преображенский марш.

Тогда генерал Пуль попросил сыграть русский гимн. Переглянулись,

пошептались и опять заиграли Преображенский марш. Это

оттолкнуло от Деникина монархически настроенные элементы,

а их было немало, особенно в гвардейском отряде Кутепова.
После февральской революции его стали исполнять как гимн вместо «Боже, Царя храни!». После октября 1917 года его в качестве «гимна» упразднили, но в Добровольческой армии «Преображенский марш» продолжал оставаться «российским гимном». «Таковым он и остаётся на долгие годы в русском зарубежье, когда его вместе с гимнами многих европейских стран исполняли в эмиграции при поднятии флага или на церемониях памяти павших».
Марш не исполнялся в советское время официально из-за своего «царского» прошлого, но его можно было услышать, в частности, в исторических фильмах (например, «Бумбараш») и радиопостановках, а в Советской армии, в видоизменённом варианте С. А. Чернецкого, — марш «Встречный» (см. ниже).
В современной РФ «этот марш до 2012 года исполнялся на параде 9 мая при выносе Знамени Победы. Музыка, олицетворяющая победы Русской императорской армии, становится фоном к символу нашей великой Победы».

### За рубежом
- Германия: В 1816 году марш был включён в русский Императорский каталог маршей (kaiserlich russische Marsch-Sammlung) за номером I, 54, который стал основой для знаменитого прусского (позднее германского) каталога маршей — Koniglich-Preussische Armeemarschsammlung (AMS), учреждённого декретом короля Фридриха-Вильгельма III в 1817 году. Туда он вошёл за номером AM I, 30[11]. В Германии марш стал Präsentiermarsch (встречным маршем) в прусских частях — Пехотном графа Шверина полку № 14 (3-й Померанский) (Infanterie-Regiment Graf Schwerin Nr. 14 (3. Pommersches)) (Бромберг, Провинция Позен) и Саперном батальоне князя Радзивилла № 1 (Восточнопрусский) (Pionier-Bataillon Furst Radziwill (Ostpreussisches) Nr. 1) (Кёнигсберг, Восточная Пруссия), где он исполнялся до 1914 года. После Второй мировой войны марш играли в ГДР и ФРГ[11].
- Испания: король Альфонс XIII, познакомившись с маршем во время визита в Россию, попросил разрешение Николая II использовать марш для Королевского корпуса алебардеров (Guardia de Alabarderos)[11].
- Великобритания: марш использовался в качестве музыкального приветствия в исполнении духового оркестра вместо сигналов, подаваемых рожком, при встрече и проводах августейших особ и офицеров высшего ранга в ВМФ Великобритании и в морской пехоте. В 1909 было утверждено, что генерала нужно приветствовать первыми 8 тактами «Преображенского марша», но сыгранными в быстром темпе. Марш существовал в Школе музыки королевского флота под названием Russian Parade. Также он фигурировал в качестве фрагмента в музыкальной фантазии «Слава России» (The Glory of Russia, изд. Hawkes and Sons, 1917), откуда он попал в одну из киноверсий «Анны Карениной», что придало ему популярность[12].

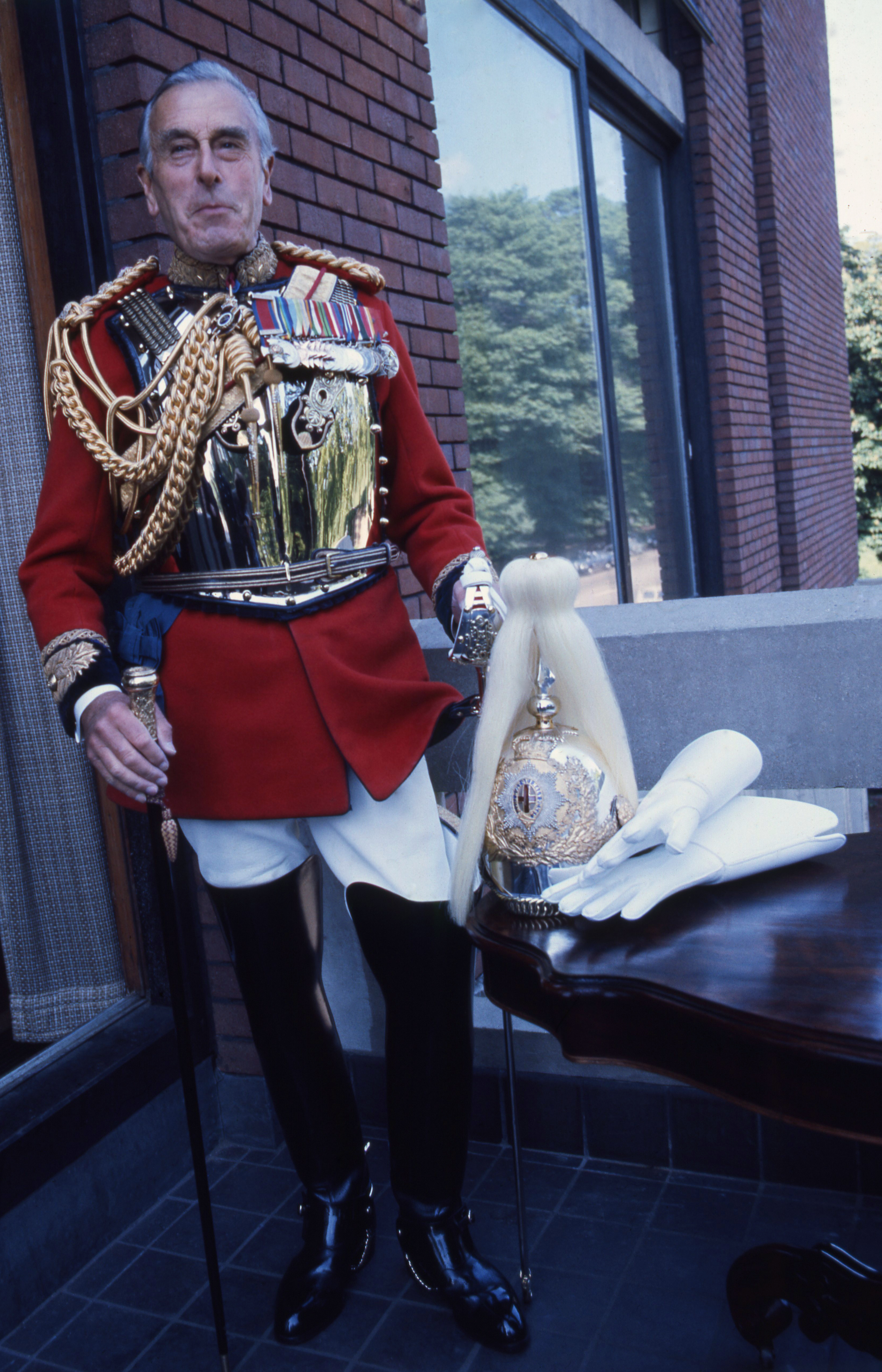
Лорд Маунтбеттен

- - Preobrajensky Regimental March. Позже лорд Луис Маунтбеттен (последний вице-король Индии, дядя Филиппа Эдинбургского), двоюродный брат жены Альфонса XIII, по некоторым указаниям, познакомился с маршем в Испании в 1928 году. На лорда марш произвёл столь сильное впечатление, что он сказал испанскому королю, что он хотел бы использовать этот марш для английской королевской морской пехоты, на что получил согласие[13] (по другим указаниям, лорд говорил, что этот марш он унаследовал от своих немецких предков). Он предлагал использовать «Преображенский марш» в аранжировке Вивиана Дунна в морской пехоте как встречный марш (slow march), однако долгое время безуспешно.
    - В итоге в 1942 году лорд Маунтбеттен приказал оркестру Штаба межвойсковых операций  играть «Преображенский марш» как марш для проведения инспекции почетного караула. С тех пор его играли все оркестры при появлении лорда Маунтбеттена как Первого лорда Адмиралтейства, причем не только как музыку для инспекции, но и как марш для торжественного прохождения на парадах, и на церемонии Beating Retreat («Сигнал к отбою» — парад конной гвардии и военных оркестров) (до этого он уже так использовался в 1930 года[12]). Также Оркестр морской пехоты США играл этот марш, если их инспектировал лорд Маунтбеттен.
    - При 300-летнем юбилее морской пехоты в 1964 году он, уже являясь главнокомандующим Британскими Вооружёнными Силами, приписал марш к морской пехоте, где марш был срочно утверждён как полковой встречный марш. Официальный сайт оркестра гласит, что марш используется c 10 июня 1964[4]. Он продолжает исполняться как «медленный» марш, в то время как традиционный английский «Жизнь на океанской волне» (A Life on the Ocean Wave) продолжает использоваться как быстрый.
    - Будучи почетным полковником в английской лейб-гвардии, с 1970 года лорд стремился чтобы «Преображенский марш» также игрался на дне рождения королевы во время церемонии «Выноса знамени» (Trooping the Сolor) оркестром лейб-гвардии. Дирижёр её оркестра майор Энтони Дж. Ричардс (Antony J. Richards) говорил об этой музыке: «Это хороший марш и он очень хорош для конных подразделений, если он играется особым образом, если начинать со второго такта и играть только 2 первых темы „da capo“ и делать на третьей четверти в восьмом такте акцент на долю». Именно так марш и был Ричардсом аранжирован. Его продолжают исполнять на этой церемонии морские пехотинцы в знак уважения[14] к лорду, погибшему в 1979 году от ирландской бомбы; лейб-гвардейцы также используют «Преображенский марш», в частности, марш был исполнен на параде «Выноса знамени» 17 июня 2017 года, под него вступил на парадный плац отряд Его Величества королевской конной артиллерии[15].
    - Идея фикс лорда увековечена в посвященном ему документальном телесериале «Лорд Маунтбэттен: человек века» (Lord Mountbatten: A Man for the Century): главная музыкальная тема — «Преображенский марш» в исполнении оркестра морской пехоты[11], там же он рассказывает о своей любви к маршу[16].

## Переработки
Знают турки нас и шведы,

И про нас известен свет:

На сраженья, на победы

Нас всегда сам Царь ведёт!

С нами труд Он разделяет,

Перед нами Он в боях;

Счастьем всяк из нас считает

Умереть в Его глазах!

Славны были наши деды —

Помнит их и швед, и лях,

И парил орел победы

На Полтавских на полях!

Знамя их полка пленяет

Русский штык наш боевой,

Он и нам напоминает,

Как ходили деды в бой.

Твёрд наш штык четырёхгранный,

Голос чести не замолк.

Так пойдем вперед мы славно,

Самый первый русский полк.

Государям по присяге

Верным полк наш был всегда,

В поле брани, не робея,

Грудью служит он всегда.

Преображенцы удалые,

Рады тешить мы Царя,

И потешные былые

Славны будут ввек, Ура!
- Иоганн Штраус-сын в 1856 году написал вальс Krönungslieder (Op. 184) который начинается с марша Лейб-Гвардии Преображенского полка и посвятил его «с глубочайшим уважением к Её Величеству Императрице Марии Александровне», дочери великого герцога Людвига II Гессенского, жене императора Александра II. Вальс был написан к коронации Александра II и был впервые исполнен 14 (2) августа 1856 года, на втором концерте-бенефисе Штрауса, вместе с французской полькой L’Inconnue (op. 182). Вальс был исполнен 32 раза в течение концертов Штрауса в Павловском вокзале. Царь был так вдохновлён игрой оркестра Штрауса, что велел ему прибыть на коронационные торжества в Москве 7 сентября (26 августа) и дирижировать оркестром на балу, который давал австрийский посол князь Пал Эстергази[11].
- Дирижёр Эдуард Направник в 1896 году опубликовал в издательстве Boosey & Co. концертный марш «Петр Великий», основанный на «Преображенском марше».
- В 1914 году вышел марш «Вступление во Львов» (Народный гимн и Преображенский марш), посвящённый генералу Н. В. Рузскому, под командованием которого русские войска взяли Львов 21 августа (3 сентября) 1914 года. В этом произведении на известную мелодию марша положены слова гимна «Боже, царя храни»[17].
- The Glory of Russia. Fantasia on Russian Melodies … Arranged by A. Lotter. Piano solo. 1916. Автор Yakov Krein. Изд. Hawkes and Sons, 1917.
- По некоторым указаниям, советский композитор Семён Чернецкий в одном из своих многочисленных «встречных» маршей (возможно, речь идет о «Юбилейный встречный марш 25 лет РККА»), использовал видоизменённую мелодию «Преображенского марша»[10].
- Вивиан Дунн сочинил {{{1}}} в 1970 году, построив его начало на 4 тактах «Преображенского марша» (см. раздел выше)[11].
- Гимн Всероссийской фашистской партии исполнялся на мотив Преображенского марша.

## Записи
Старейшей известной записью марша является запись оркестра Гвардейского экипажа под управлением Войцеха Ивановича Главача (1849—1911).
Существует запись оркестра НКО под управлением Семёна Александровича Чернецкого. Марш неоднократно записывался Первым отдельным показательным оркестром МО СССР, МО РФ, оркестром штаба ЛенВО, Адмиралтейским оркестром ЛВМБ, оркестром Санкт-Петербургского Суворовского училища и другими.

## Второй марш
У полка также имелся «второй» марш. Очевидно, он не был полковым (то есть официальным), а был скорым, или же просто одним из произведений, посвящённых данному прославленному полку. В 1834 году он включён в немецкий каталог под номером AM II, 99 — Marsch des Leib-Garde Preobraschenski Regiments von Ferdinand Haase (или Geschwindmarsch aus St. Petersburg vom Leib-Garde-Preobraschenski-Regiment).
Эта музыка совершенно не похожа на известный нам сейчас марш. В трио — искусно обработанный гимн Львова «Боже, Царя храни!», принятый за год до внесения AM II, 99 в AMS. В. И. Тутунов упоминает, что перу Хаазе принадлежит редакция «Преображенского марша» и, возможно, добавление трио. Но, похоже, Хаазе написал второй полковой марш, скорый (в современной терминологии — строевой), включив в трио новый гимн Российской империи. С появлением в каталоге этого марша, вероятно, и связана путаница с авторством Хаазе и трио в первом, известном нам марше Преображенского полка (AM I, 30). Дело в том, что известный немецкий специалист в области духовой музыки 2-й половины XX века Иоахим Тёхе-Миттлер (Joachim Toeche-Mittler) писал об AM I, 30: «в трио Львовская песня» (im Trio das Lemberger Lied), однако это утверждение является ошибкой. Очевидно, он перепутал фамилию князя Львова, автора «Боже, царя храни» с городом Львовом, тогда называвшимся Лемберг и входившим в состав Австрийской монархии. Тёхе-Миттлер по ошибке перенёс название русского гимна («песни Львова», das Lemberger Lied в его ошибочном переводе) на песню «Славны были наши деды»".